# Иди из моје постеље
„Иди из моје постеље” је једанаести албум Бубе Мирановић, издат 2007. године. 

## Списак песама
1. Иди из моје постеље
2. Ниси ме имао
3. Стало ми је, стало
4. Годино
5. Лаку ноћ, лаку ноћ
6. Златни оков
7. Презиме
8. Где смо ти и ја
9. Одиграј на сигурно